# Rudolf Kröner
Rudolf „Rudi“ Kröner (* 6. Januar 1942; † 16. Dezember 2017 in Wernau (Neckar)) war ein deutscher Fußballspieler und -trainer.

## Spielerkarriere
Ab 1961 spielte der Mittelfeldspieler Rudi Kröner beim SSV Reutlingen 05. In den ersten zwei Saisons spielte er in der Oberliga Süd, damals die höchste Spielklasse, und ab 1963, nach der Einführung der Bundesliga, in der zweitklassigen Regionalliga Süd. Nachdem 1964/65 in der Aufstiegsrunde zur Bundesliga der Aufstieg verpasst wurde, wechselte er zum Ligakonkurrenten Stuttgarter Kickers. Auch mit den Stuttgarten spielte er jeweils vorne mit in der Tabelle (5., 4.), doch der Aufstieg in die Bundesliga gelang ihm erneut nicht. So wechselte er zur Spielzeit 1967/68 in die Stadtliga Berlin zu Hertha BSC. Hertha war eine Saison zuvor in der Aufstiegsrunde gescheitert. Mit seinem neuen Verein gelang ihm schließlich der Aufstieg in die höchste Spielklasse. 1968/69 absolvierte er dann 25 Spiele in der 1. Liga, in denen ihm drei Tore gelangen. Er schaffte mit seiner Mannschaft mit einem 12. Platz den Klassenerhalt, ging aber nach Saisonende für ein Jahr zurück in die Regionalliga Süd zu den Stuttgarter Kickers. Hier schloss man am Ende nur mit einem 12. Rang ab. Es folgte ab 1970 ein Engagement beim 1. FC Nürnberg. Der „Club“ war 1969 aus der Bundesliga als amtierender Meister abgestiegen und ging mit entsprechenden Ambitionen in das zweite Jahr in der Zweitklassigkeit. Kröner wurde mit den Franken Regionalligameister, er und seine Mannschaft vermochten sich aber nicht in der Aufstiegsrunde durchzusetzen. In den Folgejahren schaffte man es nicht mehr an die Tabellenspitze. 1973 zog sich der inzwischen 31-jährige aus den oberen Spielklassen zurück.

## Trainerkarriere
Zur Folgesaison trat er bei Germania Bietigheim seine erste Trainerstelle an.

### Stuttgarter Kickers (1974–1977)
Ab September 1974 war er Chefcoach bei seinem Ex-Verein Stuttgarter Kickers. Der Verein war unter Fritz Millinger mit nur einem Sieg und einem Remis bei fünf Niederlagen in die Saison gestartet. Kröners erstes Spiel gegen 1860 München am 8. Spieltag ging zwar mit 1:4 verloren, doch er schaffte mit seiner Mannschaft schließlich den Klassenerhalt als Tabellensechzehnter. 1975/76 entronn der Verein wieder knapp dem Abstieg – wieder mit einem 16. Platz. Am 4. Oktober 1975, dem 10. Spieltag, gelang den Kickers der bis heute letzte Derbysieg gegen den Stadtrivalen VfB Stuttgart in einem Pflichtspiel (2:0). Die Saison 1976/77 schloss der Verein mit einem gesichtern Mittelfeldplatz (10.) ab, Kröner verließ den Verein aber nach Saisonende.

### FV 04 Würzburg (1977–1978)
Es folgte zur Spielzeit 1977/78 ein Engagement beim Zweitligisten FV 04 Würzburg. Nach einem akzeptablen 11. Platz in seiner ersten Saison in Würzburg geriet die folgende Saison zu einem Fehlstart (Tabellenletzter nach neun Spielen mit einem Sieg, einem Unentschieden und sieben Niederlagen), woraufhin Rudi Kröner selbst seinen Vertrag auflöste. Nach einem weiteren Trainerwechsel erreichte Würzburg übrigens schlussendlich den Klassenerhalt.

### KSV Hessen Kassel (1979–1982)
Mit Hessen Kassel stieg Kröner 1980 von der Oberliga Hessen in die 2. Bundesliga auf. Als bester Neuling belegte der Verein am Ende der Saison 1980/81 (Staffel Süd) den vierten Platz und qualifizierte sich so für die eingleisige zweite Liga. In dieser Saison schlug Kröner noch Angebote vom MSV Duisburg und dem 1. FC Nürnberg aus. Nach einem achten Platz in der Folgesaison verließ er den Verein nach Saisonende – er hatte beim Bundesligaclub 1. FC Kaiserslautern einen Vertrag für die neue Saison unterschrieben.

### 1. FC Kaiserslautern (1982–1983)
Auf dem Betzenberg trat Rudi Kröner das schwere Erbe von Karl-Heinz Feldkamp an, der mit den „Roten Teufeln“ in der Vorsaison den vierten Tabellenplatz erreicht hatte. Nach 24 Bundesligaspielen auf der Trainerbank beim FCK wurde Kröner entlassen. Sein letztes Spiel war eine 1:2-Niederlage in Düsseldorf gegen die Fortuna am 19. März 1983. Die Entlassung erfolgte am 21. März. Dies war jedoch lediglich die zweite Niederlage in den letzten 18 Spielen. Über die Trennungsgründe wurde wie folgt berichtet:

„Die Auftritte des rhetorisch unbeholfenen Fußball–Lehrers empfand nicht nur der studierte (FCK-Präsident) Udo Sopp zum Schluss als peinlich.“

 Kröner selbst zog folgendes Resümee:

„Ich bin nicht an der fachlichen und sachlichen Qualifikation gescheitert, sondern an den allzu hohen Erwartungen vor dem Saisonbeginn. Ich konnte sie mit der Mannschaft nicht erfüllen.“

 Die Pfälzer standen zum Zeitpunkt der Trennung auf dem siebten Platz der Tabelle und wurden unter Kröners Nachfolger Ernst Diehl schließlich sechster.

### 1. FC Nürnberg (1983)
Es folgte ein 41-tägiges Gastspiel als Trainer des 1. FC Nürnberg, wo er mehr mit arrogantem Auftreten als mit sportlichen Erfolgen auffiel. Unter seine Amtszeit fiel auch die höchste Niederlage des „Clubs“ in seiner Bundesligageschichte (0:7 in Stuttgart am 13. Spieltag der Saison 1983/84). Beurlaubt wurde er aber erst einen Monat und einen Tag später nach einer 3:4-Niederlage gegen seinen Ex-Verein Kaiserslautern. Zudem hatte er sich zuvor über Mitglieder des Präsidiums negativ geäußert. Insgesamt holte er nur einen Punkt aus fünf Spielen als Coach der Franken.
Nach seinem vorletzten Spiel, ein 0:4 in Hamburg, tätigte er den bekannten Spruch

„Wir haben heute ein neues System kreiert: vorne zu- und hinten aufgemacht.“

### Nigeria (1985)
Von Januar bis Mai 1985 war Kröner Trainer der nigerianischen Nationalmannschaft.

### SSV Reutlingen (1985)
Nach dem Aufstieg in die Amateur-Oberliga 1985 verließ der Spielertrainer des SSV Reutlingen, Werner Nickel, den Verein und wechselte zum SSV Ulm 1846. Mit Rudi Kröner wurden die Reutlinger bei der Trainersuche fündig. Er konnte die großen Hoffnungen, die in ihn als ehemaligen Bundesligatrainer gesetzt wurden, nicht erfüllen und wurde am 31. Dezember 1985 von seinen Aufgaben entbunden. Der SSV schloss die Runde mit Kröners Nachfolger Lothar Emmerich als 13. ab und schaffte damit den Klassenerhalt.

### KSV Hessen Kassel (1986)
Am 5. Januar 1986 wurde Rudi Kröner ein zweites Mal Trainer bei Hessen Kassel. Diese weit weniger erfolgreiche Anstellung endete bereits am 21. August desselben Jahres nach einem Fehlstart in die Zweitligasaison 1986/87.

### Offenburger FV (1988–1989)
Nachdem Kröner bereits 1984/85 ein Kandidat für den Trainerposten in Offenburg war, wurde er zur Saison 1988/89 als neuer Trainer der Oberliga-Mannschaft vorgestellt. Kröner bewältigte recht erfolgreich die Konsolidierung des Teams, nachdem der Verein, der eigentlich mittelfristig in die 2. Bundesliga aufsteigen wollte, im Vorjahr in Abstiegsnöte geraten war. Der OFV erreichte den 6. Tabellenplatz. Trotzdem wurde sein Vertrag nach Saisonende nicht verlängert. Die Gründe dafür waren finanzieller Natur.

## Statistik

### Als Spieler
| Liga                  | Spiele (Tore) |
| --------------------- | ------------- |
| Bundesliga (I)        | 025 0(3)      |
| Oberliga Süd (I)      | 025 0(3)      |
| Regionalliga Süd (II) | 227 (48)      |
| Stadtliga Berlin (II) | 021 (13)      |

## Erfolge

### Als Spieler
- Aufstieg in die Bundesliga mit Hertha BSC 1968

### Als Trainer
- Aufstieg in die 2. Bundesliga mit KSV Hessen Kassel 1980